# Uruana
Uruana é um município brasileiro do estado de Goiás, na mesorregião do Centro Goiano. Sua população conforme 
IBGE - Censo 2022 era de 13.729 habitantes. Está localizada na margem direita do Rio Uru, afluente da bacia do Rio Tocantins. A cidade é muito conhecida, regional e nacionalmente, como a "Capital da Melancia". Em virtude de sua economia ser baseada na agropecuária, sobretudo no cultivo de melancia, é realizada anualmente sempre no mês de setembro, uma festa popular pela ocasião do fim da colheita da fruta.

## História
Em 1920 José Alves Toledo toma um trem na estação de Patrocínio, sua cidade natal, e vai até Anápolis, em Goiás, fazendo o caminho dos bandeirantes e caixeiros viajantes. Acompanhado de sua esposa, Senhora Ambrosina Moreira Conceição, chega a Anápolis com seus sete filhos. Morando em Anápolis, e marcado pelo espírito do pioneirismo, no ano de 1924 compra uma boa gleba de terras no município de Jaraguá. Dois anos depois, sua esposa veio a falecer, e ele se casa com Ana Machado Parreira, de 16 anos de idade. José Alves Toledo, dono de uma das mais organizadas fazendas da região, cuidou da construção de estradas para facilitar o escoamento da produção e o contato com os amigos.
Com a preocupação de educar os filhos, pediu ao governo a construção de uma escola. O governo negou o pedido, pois só poderia construir uma escola em povoados, vilas e cidades. Decidido a prover a região com escola, deslocou-se até as margens do Rio Urú, para fundar o povoado de Capela de São Sebastião, primeiro nome do que depois viria a ser a cidade de Uruana. Em 18 de julho de 1937 foi rezado um terço em louvor à São Sebastião e levantada a cruz, esculpida por Joaquim Lopes, que até hoje se encontra em frente à igreja Matriz.
Nessa época, o governo de Getúlio Vargas dá início a um movimento para ocupação dos rincões do interior do Brasil, que mais tarde fica conhecido como Marcha Para o Oeste. De imediato, o Senhor José Alves Toledo, escreveu cartas a parentes e amigos em Minas Gerais, Bahia e Goiás, convidando-os a virem explorar as terras férteis. Aos poucos, os imigrantes foram construindo ranchos à beira da Capela de São Sebastião.
A pedido de José Alves Toledo, o topógrafo e engenheiro Felicíssimo do Espírito Santo fez o traçado da cidade. Em 1940 havia cerca de 30 casas, e em 1946 já contava com 680 casas e uma população estimada de 3.000 pessoas. O que proporcionou esse rápido crescimento foi a construção da rodovia federal, que está ligada à Colônia Nacional Agrícola de Goiás (CANG). O município de Uruana recebeu no início, pequenos camponeses que não se fixaram à CANG. Esses camponeses eram pessoas sem recursos, na maioria agregados de fazenda, meeiros e arrendatários - que saíam em busca de terra para plantar.

### Etimologia
É comum entre os mais velhos moradores da cidade contar-se que, certo dia, estavam reunidos o Senhor José Alves Toledo, o Senhor Brás Pereira da Silva e o Senhor Felicíssimo do Espírito Santo, topógrafo residente em Jaraguá. O motivo da reunião era a definição para escolher um nome para o lugar. Durante a reunião, o Senhor José Alves Toledo relatou que em um passeio de canoa pelas águas do Rio Urú com sua esposa Ana, a mesma lhe perguntou o nome daquele rio. O Senhor José Alves Teria respondido: "É Uru, Ana!"
Impressionado com a história do compadre e companheiro, o Senhor Felissíssimo sugeriu que em homenagem ao Rio e a esposa do Senhor José Alves Toledo, deveriam unir os dois nomes, o do rio e da esposa, originando-se assim o nome Uruana.

### O médico e o interior de Goiás
O primeiro prefeito de Uruana foi o médico e farmacêutico Jairo Ferreira de Castro. Convidado para ser médico no Rio de Janeiro, ele não se adaptou, pois vinha de uma cidade pequena no interior de Minas Gerais, Barbacena. Depois de uns anos, resolveu tirar licença do Rio de Janeiro e ir conhecer o interior de Goiás, onde tinha-se notícia do crescimento devido a Marcha para o Oeste.
Ele se apaixonou pela ideia de encontrar o verdadeiro Brasil viajando pelos interiores. Ele quis então conhecer o Araguaia e, para tanto, veio a Goiás para pescar. Dona Esmeralda, esposa de Dr. Jairo, conta que quando ele foi comprar a passagem de trem de ferro, pediu para a moça que vendia as passagens que queira ir para o fim da linha. Nessa época, o fim da linha era Anápolis, onde ele chegou e de lá partiu para Goiânia. Essa marca de pioneiro desbravador, apaixonado pelo conhecimento, foi uma constante na vida desse cientista e educador.
Em Goiânia ficou algum tempo no Grande Hotel, fez amizade com as pessoas da cidade, que o recomendaram a conhecer o Rio Araguaia. Em Itaberaí ele foi em uma caravana para o Araguaia, pela quantidade de peixes e pelo céu enfeitado por pássaros de várias espécies. Como ele gostava da natureza, foi um profundo incentivador do cultivo de orquídeas. Voltando do Araguaia, Jairo passou com uns companheiros por Uruana. Dona Esmeralda, diz: "quando chegou a tardinha, na pensão da praça em Uruana, o assunto era uma mulher que estava muito mal para dar à luz, que a família já estava desesperada e sem esperança. Quando descobriram que ele era médico, pediram que ele tratasse a mulher. Foi então que ao tratar a mulher espalhou pela redondeza que havia um médico na cidade, e a partir daí nunca mais ficou um dia sem atender dezenas de pessoas."
Quando o convidaram para ir embora, ele disse aos companheiros que ficaria mais alguns dias, pois estava notando muitas doenças, e que o povo precisava que ele tratasse de suas febres, moléstias e infecções, como disenteria e etc. O espetacular em Jairo Ferreira de Castro foi sua preocupação com as atividades educacionais, cívicas e esportivas. Fez uma série de colégios, organizou o movimento de escoteiros na cidade e principalmente, promoveu os esportes e as festas cívicas.

## Geografia
O município de Uruana tem ótima localização, no fértil Vale do São Patrício. São 522 km² de extensão territorial. Possui 26 habitantes por km². Enquanto Goiás, continua tendo um crescimento anual muito superior a média brasileira, Uruana continua estável, com população em torno de 14 mil pessoas. As atividades urbanas têm crescido com o êxodo rural, embora ainda de forma modesta, vem se elevando. A população da área urbana é de quase 11 mil pessoas.
Entre o censo demográfico de 1991 e a contagem de 1996, Uruana teve sua população aumentada em 1,51%¨, enquanto algumas cidades da região metropolitana de Goiânia, tais como Trindade, Senador Canedo e Aparecida de Goiânia, tiveram uma média de crescimento em torno de 8% ao ano.
Possui dois distritos: Uruceres e Uruíta. E quatro povoados: Perilândia, francisnópolis (lagoa) Ranchão, Braslândia (sucupira).
Uruana possui uma altitude que varia de 530 a 610 metros na cidade. Em outras áreas de serra a altitude pode variar de 900 a 1060 metros.

### Hidrografia
É banhada pelo Rio Uru, que pertence à Bacia do Rio Tocantins.
Na época da seca, o rio Uru fica de 1 a 1,5 metros de profundidade nas áreas que são utilizadas pelos banhistas. Na cheia, a profundidade do rio pode atingir de 3 a 8 metros.

### Vegetação
A vegetação do município de Uruana é típica do cerrado: galhos retorcidos, folhas grossas, a maioria das árvores são de médio porte, sendo que a muitas dessas árvores perdem todas ou quase todas as suas folhas no inverno devido à estiagem e ao calor intenso dos meses de agosto, setembro e outubro, fase essa denominada de “dormência”, que é quando as árvores “descansam” enquanto as chuvas não chegam. Algumas árvores não suportam a estiagem prolongada e morrem, permanecendo sem folhas mesmo no verão.
Os Ipês são os que predominam na seca do cerrado por entre vales e serras, criando um contraste entre a vegetação dormente seca e o colorido dos Ipês. 
Apesar de o solo ser ácido, a produtividade é alta devido às adições de neutralizadores e agrotóxicos.
Praticamente todo o cerrado nativo em Uruana foi alterado pelo homem. Por satélite, vê-se que vastos pastos e plantações que interrompem com a vegetação. As áreas de terrenos íngremes são as menos alteradas pelo homem devido à impossibilidade de se realizar alguma atividade, seja esta a criação de gado ou plantações.

## Política
Em 2013, o prefeito Glimar do Prado (PP) foi preso durante o exercício do mandato, na Operação Tarja Preta, acusado de pertencer a uma quadrilha que superfaturava a compra de remédios do município.

## Turismo
Uruana é a capital nacional da melancia. No mês de setembro acontece a Festa Nacional da Melancia, onde se escolhe a Rainha da melancia e acontecem desfiles e shows.
O rio Uru é usado para refrescar os turistas. Uruana é conhecida por sua hospitalidade com os turistas não somente durante a festa da melancia, mas também durante outros eventos como a festa de São Sebastião. Outro ponto atrativo aos turistas é o rio Uru situado dentro da cidade acolhe banhistas em tardes quentes.

## Economia
Uruana é conhecida pela grande produção de grãos e leite. Entretanto a cidade encontrou uma atividade no campo que a tornou conhecida nacional e internacionalmente: A produção de melancias. Uruana tem mercados garantidos de melancia em Goiânia, São Paulo, possuindo vínculo com a cidade de Ocauçu interior de São Paulo, Brasília, Paraná, Minas Gerais, Pará, Santa Catarina, Rio Grande do Sul dentre outros estados, além de países do Mercosul exportando a fruta para a Argentina, Paraguai e Uruguai.
A qualidade, a organização da produção e a produtividade rentável de melancia em Uruana não encontra páreo em grande parte do Brasil e da América Latina. A cidade tem vida econômica própria. Encontrou na exploração coletiva do campo, novas oportunidades de fortalecimento econômico. Conservou a produção tradicional de arroz e milho, mas concentrou suas atividades na exploração de melancia. Uruana serve aos mercados locais como leite, bovinos, aves e suínos, praticando, ao mesmo tempo, uma agricultura de ponta que envolve pequenas, médias e grandes propriedades nos mais diversos produtos agrícolas.
A mais tradicional e famosa festa de Uruana é a da Melancia. É o momento em que se comemora o sucesso da colheita da fruta. A primeira festa foi em 1978. Desde 1993 se tornou um evento nacional. Acontece todos os anos sempre em setembro, no mês de aniversário da cidade.
A cultura da melancia começou em Uruana  em 1968. O engenheiro agrônomo Arsênio da Silveira, conversando com o Sr. Álvaro Moreira Domingues, produtor da região, falou sobre plantar uma horta de melancia na forma irrigada. A produção foi tão grande que o povo de Uruana não conseguiu consumir tudo. A partir desse fato, começou-se a comercializar em Goiânia. Foi no governo de José Mariano Costa que se incrementou a festa, passando a ser a grande realização do prefeito. Até próximo de sua morte, ele ainda se preocupava com a realização do evento, mesmo não sendo mais prefeito da cidade.
Na primeira festa, várias datas comemorativas foram lembradas. Um grupo apresentou o hino, festejou-se o dia da alfabetização - na época, o dia do Mobral (Movimento Brasileiro de Alfabetização).
Teve ainda a escolha da rainha da melancia, o desfile estudantil, com concentração na porta da prefeitura e distribuição de 60 toneladas da fruta.
Outro destaque da festa da melancia é o concurso do chupa-chupa, ou seja, o concurso do maior chupador de melancia, uma disputa para ver quem consegue comer mais melancia. O concorrente é pesado antes e depois do concurso, onde ele chupa a fruta até não aguentar mais. Aí conta-se o peso da diferença para mais. O campeão de Uruana, conhecido como Doca, devorava até sete quilos ainda ia "almoçar bastante". A festa é um dos momentos para a promoção do turismo no Rio Uru, onde as pessoas ficam acampadas. Atualmente é realizada no parque de exposições José Rocha Borges, as margens do rio Uru.
A origem do nome Uruana deriva da pioneira dali, Dona Ana, conjugado com o nome do principal rio Uru, donde surgiu Uruana.
A economia de uruana tem seu forte na produção, armazenagem, transporte e exportação, inclusive para o Mercosul, de melancia. Dois mil e quinhentos hectares de melancia são plantados no município, tendo uma média de produção de 45 toneladas por hectare, sendo esta a principal atividade econômica da cidade. Gera mais de três mil empregos diretos e indiretos, além de vários efeitos econômicos importantes. Em época de safra, os restaurantes, pensões e hotéis ficam lotados, os postos de gasolina faturam mais e o número de caminhões para o transporte é grande, enchendo toda a cidade, onde os agenciadores de cargas captam pedidos de frete para todo o país.
A média da colheita é de 30 toneladas por hectare. A melancia, com a apurada tecnologia de Uruana, pode ser colhida 90 dias após o plantio. O ingresso de outros países da América do Sul no Mercosul, como Peru e Colômbia, e a queda de barreiras comerciais, irá favorecer as exportações de melancia e a cidade obterá novos mercados para suas vendas. O entrelaçamento comercial de Uruana com a Argentina tem sido crescente. Tanto que, atualmente, o município cultiva, cada vez mais, abóbora para exportação aos argentinos.
Outras atividades urbanas têm caracterizado a economia de Uruana, com ótimas oportunidades de crescimento. A cerâmica artesanal vem crescendo, embora ainda necessite de aprimoramento na sua produção, pois o trabalho é todo manual. As indústrias de confecções também têm peso na economia do município. A produção chega a 40 mil peças por mês e gera mais de mil empregos diretos e indiretos. Segundo empresários do setor, a maior dificuldade continua sendo a falta de mão-de-obra especializada.
Outra atividade que está em expansão em Uruana é a apicultura. O número de colméias é de 250, e o volume é de 6.250 quilos de mel por ano. De acordo com os últimos censos do IBGE, pode-se observar que o consumo de energia elétrica aumentou na zona rural.
A produção de leite no município merece destaque. Com um rebanho de 53 mil cabeças, aproximadamente, estima-se que a produção anual seja de vinte milhões de litros.
A maior exploração por hectare em Uruana são as plantações de melancia. No entanto, o município ainda conserva o plantio de arroz de sequeiro, embora ele esteja, pouco a pouco, dando lugar à produção de milho.

## Cultura
O padroeiro da Cidade é São Sebastião, quando na festa em sua homenagem, comemora-se com grande alegria. Embora se comemore o dia de São Sebastião em 20 de janeiro, em Uruana, devido a chuva que cai nesse mês, o evento passou a ser realizado em julho.
A crença em São Sebastião está ligada à imaginação dos produtores. Ele é o principal protetor contra pestes, fomes e as misérias a que camponeses estavam vulneráveis, como as doenças nas lavouras e nos animais. Nas rezas e orações comuns a São Sebastião, sempre acompanha a seguinte expressão: "Enfim, glorioso mártir São Sebastião, protegei-nos contra a peste, a fome e a guerra; defendei nossas plantações e nossos rebanhos, que são dons de Deus para o nosso bem, para o bem de todos."